# Park Narodowy Kibira

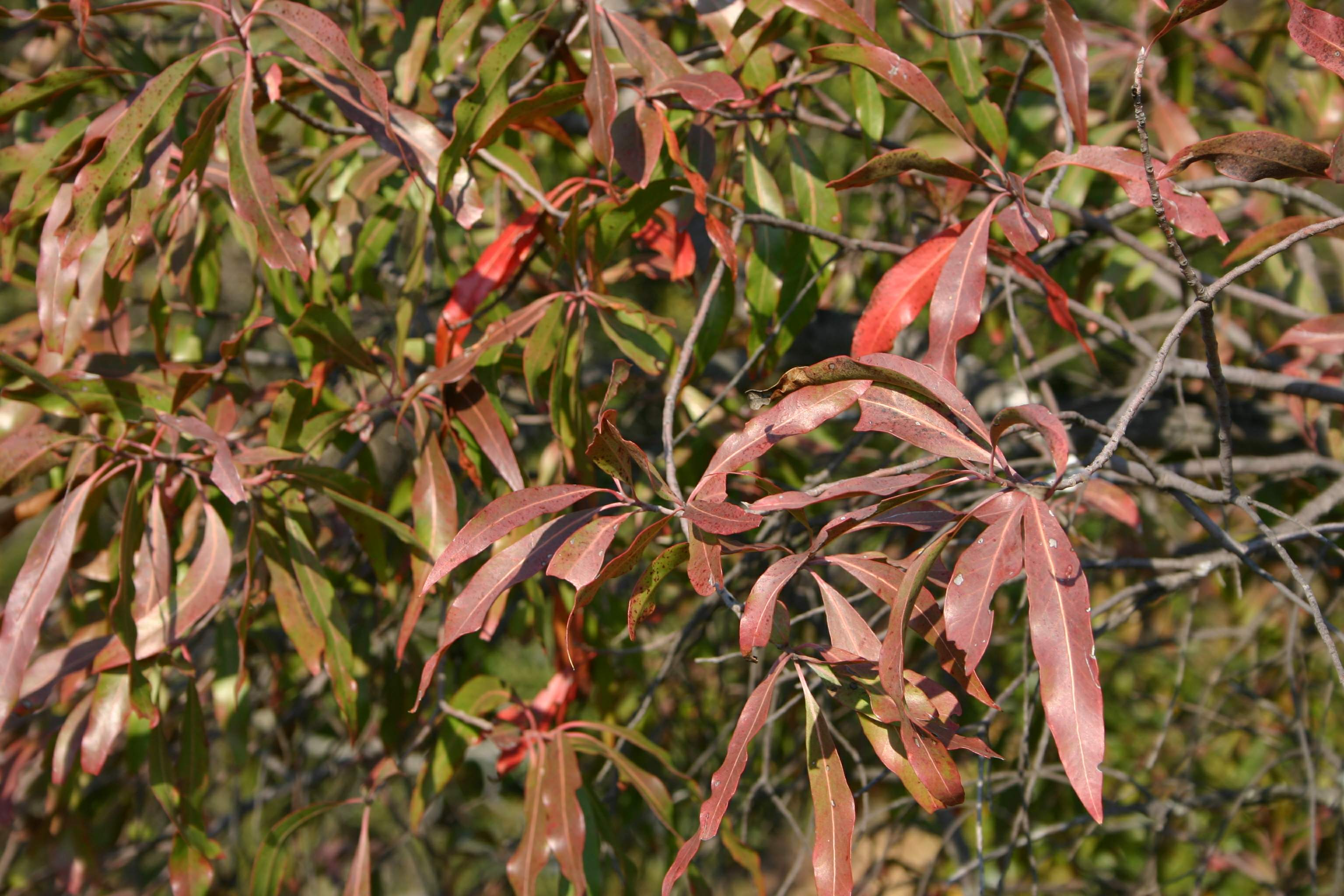
Faurea saligna, srebrnikowate – jeden z przedstawicieli flory parku

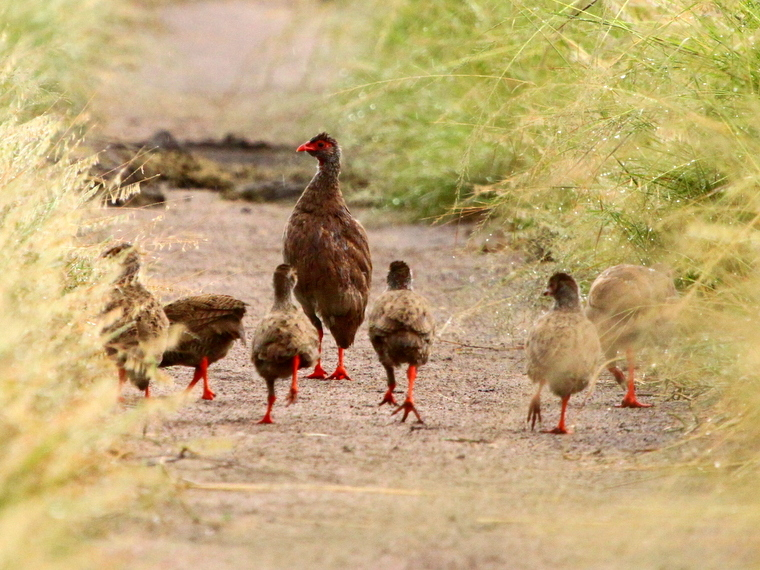
Szponiastonóg ciemny (Pternistis nobilis), Uganda

Park Narodowy Kibira – park narodowy zlokalizowany w północno-zachodniej Burundi. Utworzony w roku 2000 liczy oficjalnie 400 km² powierzchni (360 km² wg BirdLife International). Od 2001 jest uznawany przez BirdLife International za ostoję ptaków IBA.

## Warunki naturalne
Park Narodowy Kibira leży w północno-zachodniej Burundi i przylega do Parku Narodowego Lasu Nyungwe w Rwandzie chroniącego ten sam kompleks leśny. Park chroni górski las deszczowy, który razem z częścią rwandyjską tworzy kompleks liczący blisko 130 tys. ha powierzchni. Lasy znajdują się głównie na wilgotniejszych, zachodnich zboczach; jedynie ok. 16% stanowi dziewiczy las wiecznie zielony. Średnia roczna suma opadów na obszarze parku waha się między 1400 a 2000 mm. Park położony jest na wysokości 1600–2600 m n.p.m.

## Flora
Do dominujących gatunków drzew należą Symphonia globulifera, Newtonia buchananii, Albizia gummifera oraz Entandrophragma excelsum. Do innych gatunków flory parku należą Parinari excelsa, Polyscias fulva, Syzygium parvifolium, Hagenia abyssinica, Faurea saligna, Philippia benguelensis, Protea madiensis, bambus Yushania alpina. Ogółem w parku rozpoznano 644 gatunki roślin.

## Fauna
Na terenie Parku Narodowego Kibira stwierdzono 98 gatunków ssaków. Należą do nich m.in. cyweta afrykańska (Civettictis civetta) oraz serwale (Leptailurus serval). Według raportu z grudnia 2007 w parku żyło około 400 szympansów (Pan troglodytes); jest to podobna liczba, co w latach 80. XX wieku, co wskazuje na brak wpływu wojny domowej w Burundi na liczebność tego gatunku w Parku. Poza szympansem z naczelnych występują tutaj m.in. gereza angolańska (Colobus angolensis ruwenzorii), koczkodan górski (Cercopithecus lhoesti), koczkodan czarnosiwy (Cercopithecus mitis kandhi).
Na obszarze parku stwierdzono występowanie ponad 200 gatunków ptaków z 43 rodzin. Od 2001 roku obszar jest uznawany przez BirdLife International za ostoję ptaków IBA. Organizacja wymienia 66 gatunków, które zaważyły na tej decyzji. Wśród nich jest jeden zagrożony, krótkolotka białobrewa (Bradypterus graueri), narażony – krasnorzytka czerwonodzioba (Cryptospiza shelleyi) oraz dwa bliskie zagrożenia – stoczyk obrożny (Kupeornis rufocinctus) oraz myszołów górski (Buteo oreophilus). Swojego statusu zagrożenia nadawanego przez IUCN nie posiada nikornik białogardły (Apalis argentea). Pozostałe ptaki to gatunki najmniejszej troski. Należą do nich ptaki wróblowe, takie jak (kolejność niesystematyczna) drozdaczek okularowy (Geokichla piaggiae podg. tanganicae), wikłacz złotoczelny (Ploceus baglafecht), koloratka białobrzucha (Sheppardia aequatorialis), złotynka czarnogardła (Pogonocichla stellata), a także przedstawiciele innych rzędów, np. szponiastonóg ciemny (Pternistis nobilis), żołna niebieskoczelna (Merops lafresnayii ssp. oreobates), afrotrogon prążkowany (Apaloderma vittatum).